# Back Of The Neck
Back Of The Neck, född 30 april 2017 i South Dakota i USA, är en amerikansk travare. Han tränas sedan 2020 av Åke Svanstedt. Han tränades under 2019 av Marcus Melander.

## Bakgrund
Back Of The Neck är en brun hingst efter Ready Cash och under Big Barb (efter Andover Hall). Han föddes upp av Order By Stable och ägs av Howard Taylor, Judy Taylor, Order By Stable & Åke Svanstedt Inc. Han tränas sedan 2020 av Åke Svanstedt och körs oftast av Svanstedt själv eller Scott Zeron. Han tränades under 2019 av Marcus Melander.
Back Of The Neck började tävla i juli 2019, och har till april 2022 sprungit in totalt 815 219 dollar på 32 starter, varav 11 segrar, 5 andraplatser och 5 tredjeplatser. Han har tagit karriärens hittills största segrar i Stanley Dancer Memorial (2020), Dayton Trotting Derby (2021, 2022) och Maple Leaf Trot (2022). Han har även kommit på andra plats i Breeders Crown Open Trot (2021) och på tredje plats i Hambletonian Stakes (2020).
Den 2 april 2022 blev han den fjärde hästen att bjudas in till 2022 års upplaga av Elitloppet på Solvalla.